# 埃斯特费尔德

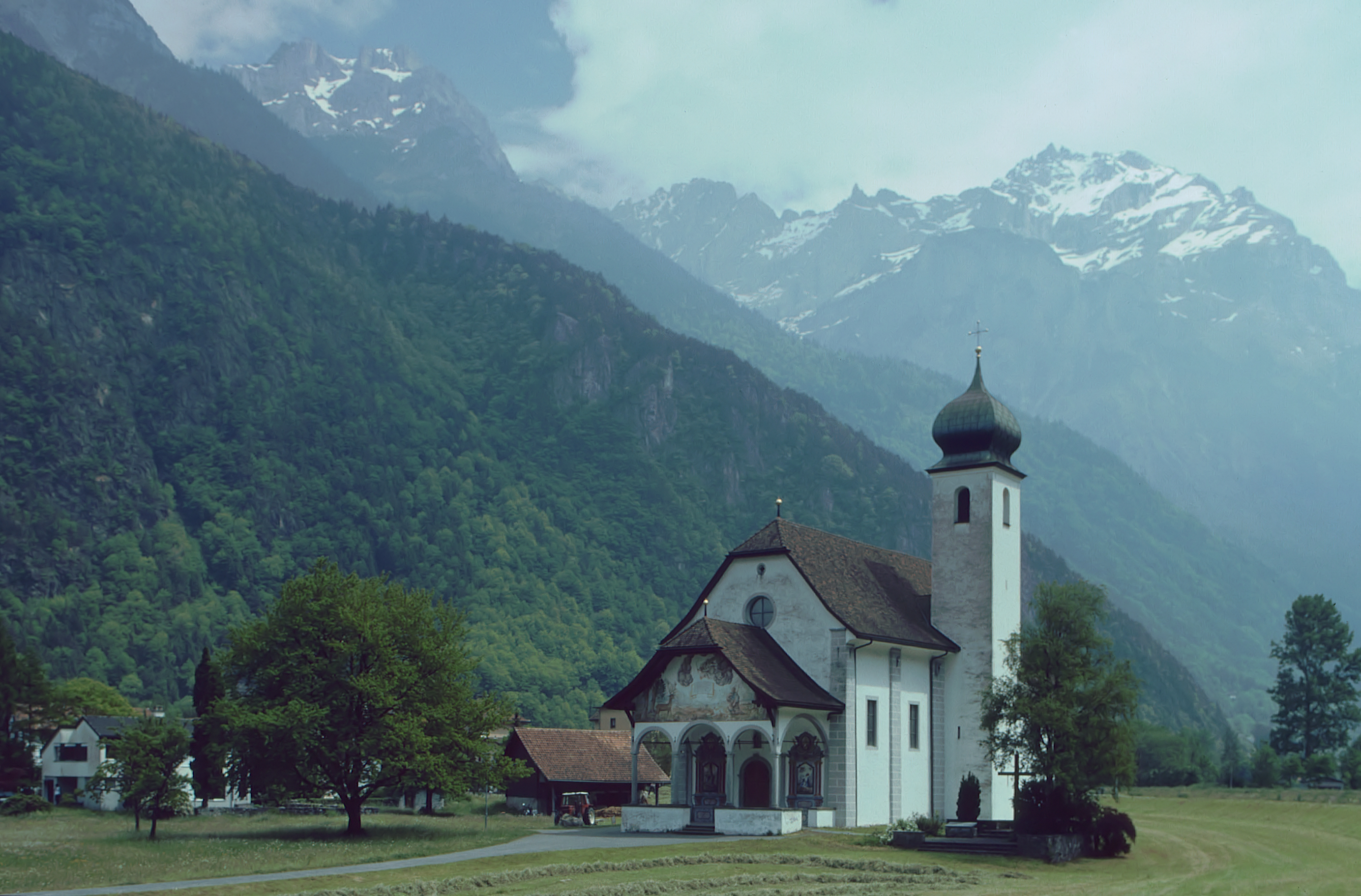

埃斯特费尔德是瑞士乌里州的市镇，位於該州中部，是聖哥達基線隧道的北出口所在地，面積59.08平方公里，海拔高度475米，2018年人口3787人，人口密度每平方公里64人。